# David Macdonald (Politiker)

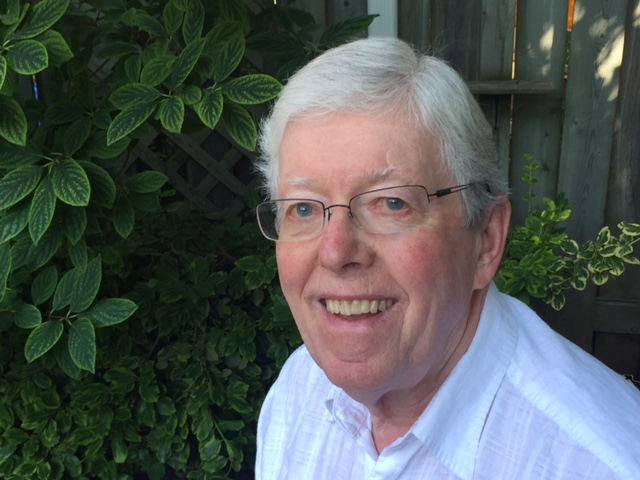
David Macdonald, 2016

David Samuel Horne Macdonald, PC (* 20. August 1936 in Charlottetown) ist ein kanadischer Politiker.
Macdonald wurde erstmals 1965 als Mitglied der Progressiv-konservativen Partei Kanadas  in der Provinz Prince Edward Island ins kanadische Unterhaus gewählt. Nach der Wahl 1979 wurde er Minister für Kommunikation und für Frauen (Minister responsible for the Status of Women) sowie Staatssekretär im Kabinett von Ministerpräsident Joe Clark.
1980 verlor er seinen Sitz im Parlament. Als Vertreter von Toronto-Rosedale war er von 1988 bis 1993 erneut Abgeordneter des Unterhauses. Er erwarb sich den Ruf eines „Red Tory“, d. h. eines Vertreters linker Positionen innerhalb der Konservativismus (im Gegensatz zum „Blue Tory“). Er wechselte 1997 zur sozialdemokratischen New Democratic Party, als deren Kandidat er jedoch die Wahl im gleichen Jahr gegen seinen Konkurrenten Bill Graham verlor.
1998 wurde er Berater der United Church of Canada für das Problem der Residential Schools.